# 다르푸르 나우
《다르푸르 나우》(Darfur Now)는 2007년에 제작된, 수단 다르푸르 지역 학살과 이와 관련된 인물들을 중심으로 한 다큐멘터리이다. 이 다큐멘터리의 목적은 현재 계속되는 다르푸르 지역의 내전에 대한 관심을 일깨우고 관객들로 하여금 이 문제 해결에 앞장서도록 하는 것이다.

## 배경
다르푸르 분쟁은 2003년 2월부터 발생해 지금까지 계속되고 있는 상태이다. 이 분쟁은 세 가지 원인에 의해 일어나고 있다.
먼저 인종적인 원인이 있다. 다양한 인종이 함께 사는 다르푸르 지역에는 영국의 식민지 시절부터 피부색이 밝은 사람들이 선호되었고 피부색이 어두울수록 차별을 받아왔다. 피부색이 밝은 사람들 대부분은 아랍 계통에 무슬림인 잔자위드이다. 이들은 낙타로 이동하는 유목민족이고 영국으로의 독립 이후에 대부분의 정부 고위직을 차지하며 수단 정부와 깊은 이해관계를 갖고 있다. 반면에, 흑인들은 푸르, 자가와 종족 등으로 구성되어 있고 이들은 농민이다. 내전 이전까지 잔자위드와 흑인들은 갈등 속에서도 공존해왔지만, 2003년부터 양측의 대립은 첨예해지기 시작했다. 수단 정부는 문제의 근원을 뽑아버리자는 생각으로 잔자위드를 군사적으로나 경제적으로 지원하면서 잔자위드에 의한 “흑인인종청소”가 이루어지도록 했다. 흑인 농민들은 반군분자로 몰려 학살, 집단 강간 등을 당하며 물이 귀한 다르푸르에서 잔자위드는 시체들을 우물에 던져놓음으로 인해서 마을들을 파괴시킨다.
석유라는 원인도 존재한다. 현재 수단의 남부는 석유를 갖고 있고 북부는 석유를 운반할 수 있는 항구를 갖고 있다. 1983년 이전에는 석유로부터 나오는 돈의 대부분을 북부가 차지했다. 이에 대해 불만을 품은 남부지역 사람들은 반란을 일으켜 이것이 2차 수단 전쟁이다. 2005년에 끝난 이 전쟁에서 남부가 승리해 49%의 석유자금을 갖기로 했다. 그러나 이번에는 다르푸르 지역 주민들이 자신들에게도 돈이 돌아가야 한다고 주장했고 수단정부는 이를 막으려고 잔자위드를 이용하고 있다. 이에 대항한 흑인 반군세력이 수단해방군(Sudan Liberation Army)과 정의평등운동(Justice and Equality Movement)등이다.
마지막 원인은 계속 진행되는 사막화이다. 원래부터 다르푸르 지역은 건조한 기후로 인해 척박한 환경이었다. 그래도 유목 민족인 아랍 계통과 농민들인 흑인들은 서로 공존하면서 살아갔다. 그러나 급속한 사막화로 인해 예전부터 부족했던 자원이 더욱 더 부족해졌고 이것이 결국 싸움으로 번진 것이다.
이 세 가지 요인으로 인해 다르푸르의 현 상황이 발생했고 2008년 통계에 따르면 지금까지 4만 명의 사람들이 죽었고 250만 명에서 400만 명의 사람들이 난민이 되었다.

## 내용
테드 브라운(Ted Brown)이 작가와 감독으로 다르푸르 나우에 참여했고 제작에 돈 치들, 마크 조너선 해리스(Mark Jonathan Harris)와 캐시 슐먼(Cathy Schulman)이 참여했다. 이 다큐멘터리는 2007년 토론토 국제 영화제에서 개봉을 했다. 다르푸르 나우 다큐멘터리는 각기 다른 배경을 가지고 있으면서도 다르푸르 사태 해결이라는 동일한 목적을 위해 싸우는 6명의 사람들을 집중 취재한다.
애덤 스털링(Adam Sterling)은 갓 UCLA를 졸업한 24살 청년이다. 그는 웨이터와 Sudan Divestment Task Force의 리더로 일하고 있다. 그는 미국 주정부들이 더 이상 수단정부와 금융거래를 하지 않도록 설득한다. 다큐멘터리에서는 그가 캘리포니아 주지사인 아널드 슈워제네거(Arnold Schwarzenegger)를 만나서 설득하는 모습이 나온다. 결국 주지사는 수단에 이권을 가진 기업들에게 캘리포니아 정부의 재정지원을 받지 못하게 하는 안에 서명한다.
루이 모레노오캄포Luis Moreno-Ocampo는 아르헨티나 태생으로 현재 헤이그에 있는 국제사법재판소의 검사로 재직 중이다. 그는 수단 지도자들을 전쟁범이라고 보며 수사에 착수한다.
영화 호텔 르완다이후에 학살에 관심을 갖기 시작하고 책 'Not on out Watch'를 쓴 돈 치들도 출연한다. 그는 유명인이라는 지위를 이용해 사람들이 다르푸르 사태에 대해 관심을 갖도록 노력한다.
그와 함께 배우인 조지 클루니도 다르푸르 사태 해결에 앞장서는 모습이 잠깐 나온다. 클루니는 중국이 수단정부로부터 석유를 받는 대가로 무기를 거래하는 상황을 비판하며 전 세계에 강연을 열면서 이 문제의 심각성에 대해서 알린다.
파블로 레칼데(Pablo Recalde)는 서쪽 다르푸르 지역 세계 식량 프로그램(World Food Program)의 대표이다. 그는 자신과 동료들의 생명이 위협 받는 상황 속에서도 아프고 굶주린 다르푸르 지역 사람들에게 음식을 전달한다.
헤이에와 아담(Heiewa Adam)은 잔자위드와 수단정부에 대항해서 현재 반군세력인 수단해방군(Sudan Liberation Army)에서 싸운다. 그녀의 아기는 잔자위드들이 심하게 구타해서 죽었다. 이것이 본격적인 계기가 되어 그녀는 무력을 통해 푸르 족을 지키려고 한다.
아흐메드 모하메드 아바카(Ahmed Mohammed Abakar)도 자신의 마을에서 쫓겨나 난민이 되었다. 현재 그는 5만 명의 난민이 거주하는, 하마데아(Hamadea)에 위치한 난민 캠프의 지도자이다.
이 다큐멘터리는 생명의 위협을 무릅쓰면서도 다르푸르 사태를 해결하려는 6명의 모습을 보여주며 관객의 행동을 장려한다. 당시 영화 제작진은 www.takepart.com/darfurnow라는 사이트를 아직도 운영하고 있으며 여러 단체와 협력을 해 다르푸르 사태의 상황을 알리며 지원을 촉구한다.

## 같이 보기
- 다르푸르 분쟁
- 다르푸르의 역사